# چسب زخم

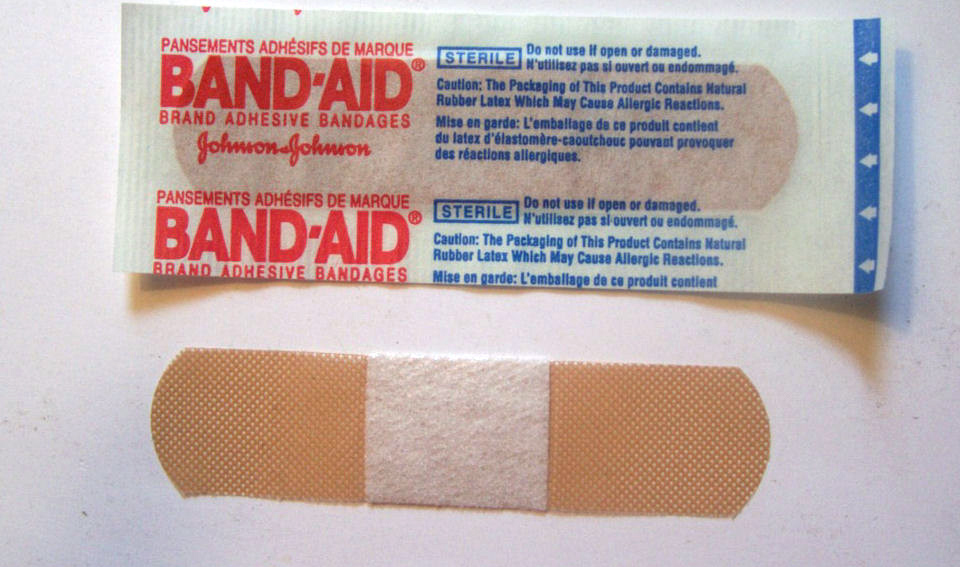
چسب زخم

چسب زخم (به انگلیسی: adhesive bandage یا plaster) پانسمان کوچکی است که برای زخم‌ها و آسیب‌های ناچیز استفاده می‌شود که نیاز به پانسمان بزرگ ندارند.

## تاریخچه
چسب زخم برای اولین بار در سال ۱۹۲۱ توسط شخصی به نام ارل دیکسون (۱۸۹۲ تا ۱۹۶۱) اختراع شد. او با مشاهدهٔ آسیب‌های کوچک و مداوم همسرش در آشپزخانه به این فکر رسید که می‌تواند با گذاشتن قطعات کوچک گازاستریل بر روی چسب در فواصل معین، کار پانسمان اینگونه آسیب‌های کوچک را ساده کند. این ابتکار به اختراع چسب زخم منجر شد.

## پیشرفت‌های جدید
امروزه و با پیشرفت‌های جدید، دانشمندان موفق به ساخت نسل‌های جدید این محصول شده‌اند. دانشمندان در آلمان با به‌کاربردن الیاف سیلیکاژن، موفق به ساخت چسب زخم جذب‌شونده شده‌اند. همچنین دانشمندان در آمریکا، نسل چسب زخم‌های ضد آب را با الهام از پاهای مارمولک تولید نموده‌اند. در همین راستا در انگلستان چسب زخم نورانیِ ضد سرطان ساخته شده‌است. همچنین برای اولین بار در ایران، چسب زخم مایع تولید شده‌است.